# Continuité du gouvernement
Pour les articles homonymes, voir COG.
La continuité du gouvernement (COG) est le principe de l'établissement de procédures définies qui permettent au gouvernement de poursuivre ses activités essentielles en cas d'événement catastrophique, comme une guerre nucléaire.
La continuité du gouvernement a été élaborée par le gouvernement britannique, avant et pendant la Seconde Guerre mondiale afin de contrer les menaces telles que les bombardements de la Luftwaffe pendant la bataille d'Angleterre. Le besoin de plans de continuité gouvernementale a gagné en urgence avec la prolifération nucléaire.
Pendant et après la guerre froide, des pays ont développé de tels plans afin d'éviter ou de réduire la confusion et le désordre dues à un vide de pouvoir (en) après une attaque nucléaire.
La continuité du gouvernement n'est plus limitée à des situations d'urgence nucléaire ; aux États-Unis, le plan de continuité des opérations a été activée à la suite des attentats du 11 septembre 2001.

## Par pays

### Allemagne
Le Regierungsbunker (de) était un bunker souterrain antinucléaire situé dans une montagne au-dessus de Bad Neuenahr-Ahrweiler, à environ 30 km au sud de Bonn et destiné à « l'hébergement alternatif des organes constitutionnels de la République fédérale d'Allemagne en période de crise et en temps de guerre ». Construit dans le plus grand secret dans les années soixante avec l'implication direct du chancelier Konrad Adenauer, la structure qui pouvait recevoir 3 000 membres du gouvernement ouest-allemand en cas d’attaque nucléaire est implantée dans les tunnels d'une ancienne ligne ferroviaire, à une profondeur de 110 m et comportait 936 chambres et 897 bureaux. L'abri a été mis hors-service en 1997, seule une petite partie de 203 m sur les quelque 18 km de tunnels a été conservée et transformée en musée en 2008, alors que le reste de l'installation a été scellée,.
De nos jours, la chancellerie ne semble plus dotée d'abri . L'émission Karambolage avait évoqué l'existence d'un abri ultramoderne dans une émission le 1er avril 2017 .

#### En République démocratique allemande
Situé en RDA, au nord de Berlin près du village de Prenden (de), la construction d'un abri antiatomique souterrain alors connu sous son nom de couverture Perle ou Objet 17/5001 pour les militaires, a été achevée en 1983 après cinq ans de travaux. Ce bunker qui comptait 170 pièces et pouvait abriter jusqu'à 400 personnes, est resté opérationnel jusqu'à la chute du mur de Berlin grâce à une équipe permanente prête à accueillir Erich Honecker et son entourage politique à tout moment. Bien qu'il fût considéré comme l'abri antiatomique le plus sophistiqué du Bloc de l'Est en dehors de l'URSS (il était conçu pour résister à un bombardement nucléaire très proche grâce à un système d'amortisseurs de l'onde de choc due à l'explosion), son autonomie ne pouvait dépasser deux semaines. Il est donc probable que cet abri avait uniquement pour but la mise en sécurité de Erich Honecker, de membres du Conseil national de défense de la RDA (de) ainsi que du Parti socialiste unifié d'Allemagne, avant évacuation vers Moscou, plutôt que d'assurer la continuité du gouvernement. Le bunker a été brièvement ouvert au public en 2008 avant d'être scellé.

### Belgique
Le gouvernement belge avait fait construire en 1939 un abri souterrain proche du parlement. Enfoui à douze mètres de profondeur, il devait abriter des hautes personnalités telles que la famille royale ou des ministres.

### Canada
Le Canada a construit de nombreux abris antiatomiques à travers le pays, surnommés Diefenbunkers dans un jeu de mots sur le nom de famille du Premier ministre John Diefenbaker. En 2016, le Bureau du Conseil privé a conclu un accord avec le ministère de la Défense nationale relatif à l'ouverture de deux abris antiatomiques pour les fonctionnaires du gouvernement à la suite de la crise nucléaire Nord-coréenne. Au Québec, le bunker a été construit à la base militaire de Valcartier et pouvait abriter 400 personnes pouvant assurer la continuité du gouvernement (mais pas leur famille), dont le lieutenant-gouverneur.
Au niveau des communications, le Canada s'est doté d'un Service prioritaire sans fil (SPSF) qui permet au personnel jugé essentiel lors d'une catastrophe majeure (dont ceux de la continuité de gouvernement), d'obtenir une priorité de connexion à un pylône de téléphonie mobile.

### République populaire de Chine
Projet 131

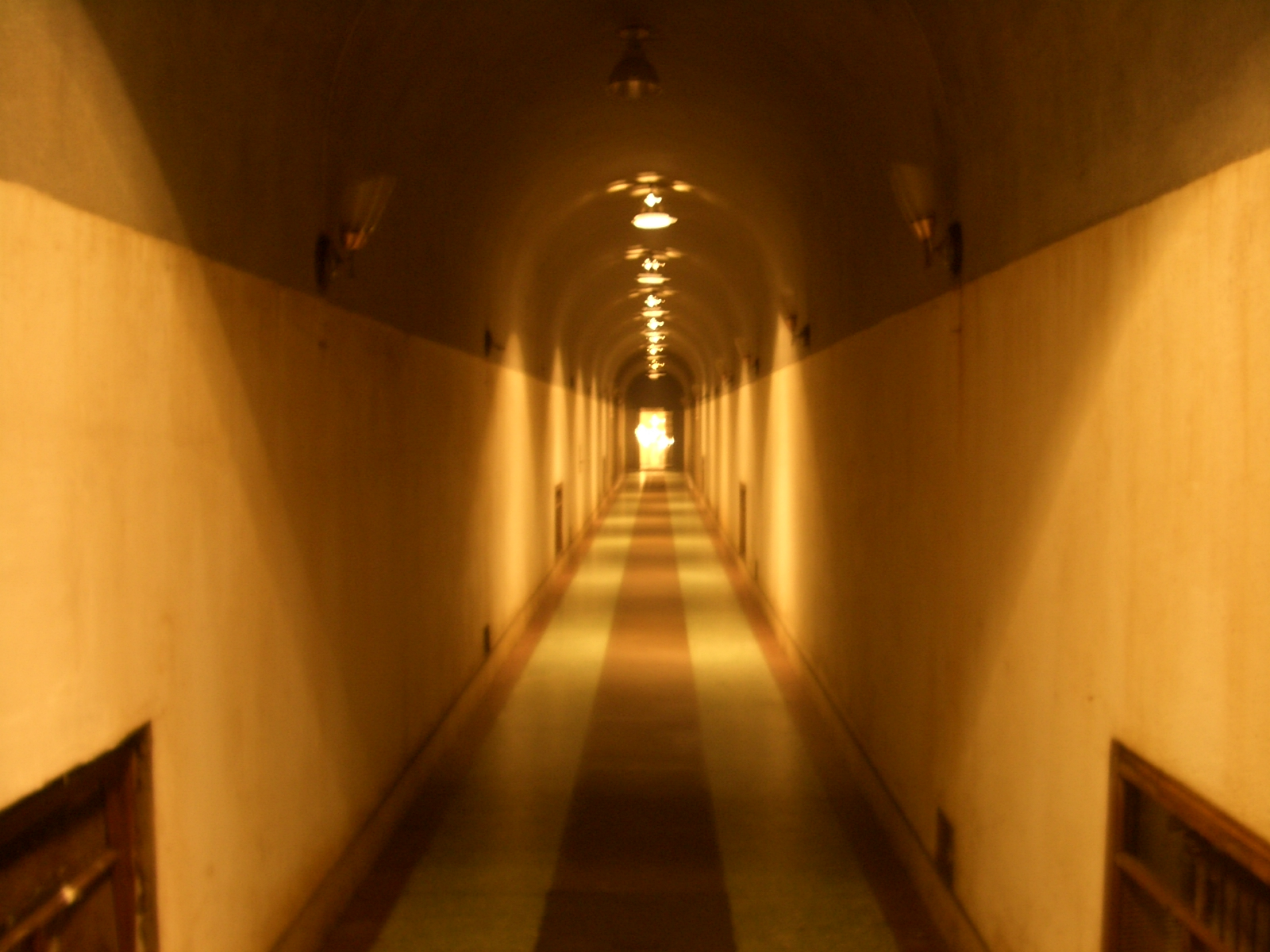
Dans un tunnel du Projet 131

La Chine avait conçue et débutée la construction du Projet souterrain 131 (en), destiné à être le siège du commandement militaire de l'armée chinoise dans la province de Hubei au cours d'un conflit nucléaire. Construit en raison de la rupture sino-soviétique en 1981, le site du Projet 131 a été remis aux autorités civiles de la ville-préfecture de Xianning où il est situé,.
Abri antiatomique des « Montagnes de l'ouest »
En 2016, à la suite de la visite sur le site du président Xi Jinping, la télévision d'état a révélé l'existence d'un bunker souterrain activement utilisé par le Centre de commandement de combat conjoint de la Commission militaire centrale pour l'analyse des renseignements militaires, le suivi des activités ou l'émission d'ordres aux opérations militaires dans le pays et à l'étranger. Cette installation serait l'abri le plus profond du monde en étant enfoui jusqu'à 2 km sous le granite du parc forestier des Montagnes de l'ouest (en), à 20 km au nord-ouest de Pékin. Ce bunker antinucléaire pourrait abriter le président, les hauts-dirigeants de la Chine ainsi que leurs subordonnés, mais aussi des troupes et du personnel.

### Danemark
REGAN Vest
Au cours de la guerre froide, le Danemark a construit deux complexes d'abris antiatomiques nommés REGAN Vest et REGAN Øst (en danois : « REGeringsANlæg » c'est-à-dire « installation de réimplantation du gouvernement » ; « Vest » pour ouest et « Øst » pour est), dans le Jutland et l'île de Seeland, respectivement. L'idée était d'avoir la moitié du gouvernement et la famille royale dans un bunker et l'autre moitié dans l'autre, permettant ainsi la continuité de gouvernement même si l'un ou l'autre des abris est détruit ou isolé. Situé près de Rold Skov (da), REGAN Vest a été construit entre 1963 et 1969 sous une profondeur de 50 à 60 mètres. Le bunker pouvait accueillir 350 personnes du gouvernement sur 5 500 m2.
Bunker 7
En 1977 a débuté la construction d'un abri antiatomique connu sous le nom de Bunker 7 ou bunker de Finderup. Situé dix kilomètres à l'ouest de la ville de Viborg, il était utilisé par les forces de l'OTAN en tant que quartier général de guerre puis comme Centre des opérations aériennes interalliées (da). Cette installation pouvait en théorie résister à un bombardement nucléaire de plein fouet. Le bunker 7 abritait 200 personnes sur une surface de 4 500 m2 et pouvait être autonome en air et nourriture durant 30 à 90 jours suivant le contexte. Ouvert aux opérations en 1984, le bunker de Finderup a définitivement cessé ses opérations en 2013 et ses entrées ont été scellées.
Bunker de Odense
D'une surface de 450 m2, le bunker antiatomique de Odense était prévu pour abriter le centre de commandement de la municipalité, incluant le maire et tout le personnel considéré comme important en cas de guerre nucléaire. Il est aujourd'hui un lieu de visite ouvert au public.

### États-Unis
La continuité du gouvernement national a d'abord été menacé à la fin de 1776, lorsque les forces britanniques ont avancé vers la capitale continentale à Philadelphie. Le 9 décembre, le Congrès Continental a adopté une résolution dans la perspective d'une capture britannique :
« Résolu: Que dans le cas où ce congrès serait dans la nécessité de se retirer de Philadelphie, il sera reporté à Baltimore ».
Le Congrès a été ajourné comme prévu trois jours plus tard. D'autres délocalisations ont suivi au cours de la guerre d'indépendance des États-Unis.
Durant la plupart de son existence, les États-Unis ont fonctionné sans plan de continuité permanent. Quand les forces britanniques ont brûlé Washington en 1814, le secrétaire d'État James Monroe a reçu un préavis de seulement quelques heures pour supprimer les dossiers du gouvernement. Bien que son personnel ait sauvé plusieurs documents de valeur, beaucoup ont néanmoins été détruits, si bien que l'administration (des archives) suivante a dû faire face à beaucoup de confusion.
En 1952, le président Truman ordonna à toutes les structures fédérales d'élaborer leurs propres plans de continuité dans l'éventualité d'un besoin urgent de défense civile. Les plans ont été maintenus et adaptés depuis, exigeant parfois la construction d'installations secrètes telles que le Project Greek Island (en) dans le comté de Greenbrier en Virginie-Occidentale.
Depuis 2007, la politique de continuité actuelle est définie dans la Directive 51 sur la politique de sécurité nationale et son plan de mise en œuvre. Le plan de continuité a été activé pour la première fois à la suite des attentats du 11 septembre 2001.
Après la tentative d'assassinat de Donald Trump en 2024, l'audition de Kimberly Cheatle révèle qu'il bénéficie d'un Plan de continuité des opérations.
Les États-Unis ont plusieurs sites destinés à la continuité du gouvernement et la continuité des opérations militaires :
Raven Rock
Raven Rock Mountain, alias Site-R, est situé à Lillington en Caroline du Nord. C'est une installation destinée à « être la pièce maîtresse d'un grand centre d'urgence militaire », prévue comme une alterative au Pentagone et pourrait abriter le président. L'abri consiste en un tunnel de presque 1 km et pouvait initialement abriter confortablement 1 400 personnes. Le bunker a été agrandi pour porter sa surface à plus de 83 000 m2 et sa capacité d'accueil entre 3 000 et 5 000 employés du gouvernement. En 2012, 27 réservoirs de carburant de plus de 75 000 litres chacun ont été installés.
Peters Mountain
Le site de Peters Mountain (en) en Virginie, dans les Appalaches, est un centre destiné aux services de renseignements. Il abrite l'une des demi-douzaines d'installations secrètes connues sous leurs noms de couverture en tant que Bureaux des projets AT&T mais sont de fait des centres clés pour la planification de la continuité du gouvernement. L'abri peut abriter plusieurs centaines de personnes et doit servir comme un des sites alternatifs des agences de renseignement en cas d'attaque sur Washington.
Mount Weather
Le bunker de Mount Weather à Bluemont en Virginie est destiné à abriter les dirigeants civils du gouvernement des États-Unis ; incluant le président, la cour suprême et d'autres officiels dont des membres du congrès. Il y était conservé une « liste des survivants » comprenant 6 500 noms et adresses d'employés du gouvernement et de citoyens jugés comme étant du personnel vital et la clé pour maintenir les services essentiels sans interruption, advenant une situation d'urgence. L'abri est une véritable ville souterraine avec son propre service de pompiers, de police, un système de traitement des eaux usées et des réservoirs d'eau potable. Le complexe a aussi des infrastructures au niveau du sol qui ont été grandement rénovées et améliorées à la suite des attentats du 11 septembre 2001.
NORAD
Le NORAD à Colorado Springs dans le Colorado, n'est pas en soi un abri pensé pour assurer la continuité du gouvernement, mais il héberge le poste de commandement conjoint de la défense de l'espace aérien du Canada et des États-Unis. Sa construction a débuté dans les années 1950. Il a été conçu pour résister à l'impulsion électromagnétique d'une détonation nucléaire ; ce qui sera le cas pour tous les abris antinucléaires construit par la suite.
La Maison-Blanche
Sous la pelouse de la Maison-Blanche, le bunker présidentiel connu sous le nom de Centre présidentiel des opérations d'urgence peut abriter une douzaine de personnes durant quelques heures. L'abri a été agrandi à plusieurs reprises, notamment durant le premier mandat de Barack Obama, pour un coût de 376 millions de dollars, ce qui suggère qu'un agrandissement et des améliorations très importantes ont été effectués.

### France
Bunker Lefebvre
L'abri Lefebvre était un abri antiatomique de 1 500 m2 destiné à abriter 300 personnes du ministère des Transports et situé à 26 m sous le bâtiment du Laboratoire central des ponts et chaussées à Paris. Classé secret défense jusqu'en 1982, il a été abandonné en 1983 et sert de centre de données pour une entreprise privée depuis mai 2017.
Préfecture du Vaucluse
À Avignon, la préfecture possède en sous-sol un abri antinucléaire (non fonctionnel) datant des années 1950 ou 1960. Les préfectures de France n'étant pas — à priori — systématiquement équipées de telles installations, la construction d'un bunker sous la préfecture de Vaucluse pouvait être justifiée à l'époque par la proximité du site de lancement de missiles nucléaires du plateau d'Albion, cible potentielle du Pacte de Varsovie.
Préfecture du Finistère
À Quimper, la préfecture du Finistère est équipée d'un abri antiatomique construit en 1955 mais qui n'a jamais été utilisé en tant que tel. Il devait abriter divers personnels de l'État, dont ceux des « Renseignements généraux », de l'armée et de la gendarmerie.
Conseil général de Seine-Maritime
À Rouen, le conseil général a en son sous-sol un abri antiatomique d'une surface de 690 m2 sur deux étages. Il fut construit en 1963, en même temps que le bâtiment qui sera utilisé à cette époque par la préfecture de Seine-Maritime. Mais l'abri n'est pas équipé pour résister aux radiations, il n’a donc jamais servi.
Bunker du palais de l’Élysée
Construit en 1940 et situé à 70 m sous le palais de l’Élysée, le bunker antiatomique a une surface de 280 m2 dont 35 m2 pour la seule chambre du président de la République. Un tunnel de 700 m relie l'installation à la Seine. L'abri comprend une salle de réunion, deux dortoirs ; un pour le Premier ministre et les membres du gouvernement (lits individuels) et un autre pour le personnel (lits superposés), ainsi que le Poste de commandement Jupiter d'où le président peut ordonner l'activation de la force nucléaire,,.
Bunkers des forces stratégiques
Le centre d'opération des forces aériennes stratégiques (COFAS) opère depuis l'ancienne base aérienne 921 Taverny dans le Val-d'Oise. Le site possède un abri antiatomique dans les anciennes carrières de gypse sous 60 à 70 mètres de profondeur et était destiné à abriter le président de la République et le gouvernement avec tout le confort nécessaire, incluant une grande salle de réunion, un studio de télévision et des appartements privés. Dans un souci de redondance, un centre de commandement national alternatif est situé à la base aérienne de Lyon-Mont Verdun.
La base opérationnelle de la force océanique stratégique (BOFOST), c'est-à-dire la flotte de sous-marins nucléaires (SNLE), est situé à l'île Longue dans le Finistère. L'état-major de la FOST quant à lui est basé à Brest dans le tunnel numéro 4 du château de Brest.
Globalement

En France, les plans de continuité de gouvernement ou « plans de continuité d’activité (PCA) » sont dorénavant obligatoires pour les administrations de l'État (les entreprises privées sont encouragées à échafauder de tels plans). La circulaire n° 5567/SG du 2 janvier 2012 présente les schémas à adopter en cas de crise majeure afin d'assurer le fonctionnement de l'État :
« Les objectifs sont d'assurer la protection de la population et du territoire, de maintenir le fonctionnement des pouvoirs publics et d'assurer la continuité de la vie de la Nation. »
— circulaire n° 5567/SG, Circulaire relative à la gestion gouvernementale pour les crises majeures.

### Irlande
En Irlande, le Comité national de sécurité est le canal des officiels pour communiquer avec le Taoiseach (Premier ministre) ou les membres de son cabinet si les moyens de communication habituels sont indisponibles. Un brouillon de législation sur les pouvoirs d'urgence a été élaboré dans le secret, y compris la législation pour faire face à des circonstances telles une attaque causant de nombreux morts au cabinet ministériel.
Au cours de la période de la guerre froide, il était prévu que les ministres, les hauts fonctionnaires et les conseillers militaires utiliseraient un abri souterrain antiatomique à la caserne Custume (en) à Athlone dans le cas d'un échange nucléaire. Le bunker aurait été équipé d'un centre de commandement et de contrôle avec des équipements de communication – qui avait une ligne directe au Gouvernement britannique à Whitehall – une salle de carte, une cuisine, des chambres et des salles de bains,. Ce projet n'a cependant jamais vu le jour.

### Norvège
Le Gouvernement norvégien exploite un abri antiatomique appelé Sentralanlegget (no) dans le comté de Buskerud. Le bunker est destiné à accueillir la famille royale norvégienne et le gouvernement dans le cas d'une attaque nucléaire et fonctionner comme un quartier général en temps de guerre. Le lieu exact et les détails techniques sont classifiés ultra-confidentiels ; cependant, en 2010, la Société norvégienne de radiodiffusion (NRK) a révélé que les adresses et numéros des employés du complexe pouvaient être trouvé dans l'annuaire téléphonique et sur internet et que les plans de l'installation se trouvaient en consultation libre dans les archives nationales norvégiennes.
Toutes ces informations ont depuis été retirées.
Il y a également un bunker sous Høyblokka dans le centre-ville de Oslo[réf. souhaitée].

### Nouvelle-Zélande
Le Gouvernement de Nouvelle-Zélande estime que le scénario catastrophe le plus probable est un grand tremblement de terre à Wellington. Advenant un tel événement, le gouvernement prévoit déplacer le parlement et le personnel essentiel à la base navale de Devonport à Auckland

### République tchèque
L'installation K-116 sous la colline Zlíchov à l'ouest de Prague avait été désignée pour abriter le gouvernement de la République socialiste tchécoslovaque en cas d'attaque nucléaire (avec le site K-9 de Jihlava) et pourrait toujours être utilisé comme siège d'urgence du gouvernement et des forces armées tchèques.

### Royaume-Uni
Le siège principal de la continuité gouvernementale britannique se nomme Pindare (en), un abri antinucléaire construit dans les années 1990 ; situé profondément sous le ministère de la Défense à Whitehall et dont la principale fonction est d'être un centre de gestion de crise et de communication.
Durant la guerre froide, le Royaume-Uni a dressé un plan d'urgence nommé PYTHON, permettant d'assurer la continuité du gouvernement. Ce plan comprenait l'évacuation du gouvernement, dont 4 000 personnes, vers le Central Government War Headquarters, un abri antinucléaire souterrain situé à Corsham dans le Wiltshire. Sous une profondeur de 18 à 30 m sous le niveau du sol, d'une longueur de 1 km pour 200 m de large, sa construction a été terminée en 1961. On pense qu'une salle de cet abri était réservée à la famille royale. Au niveau du sol, l'installation de soutien était le manoir Rudloe (en) de la Royal Air Force (RAF).
Avec l'avènement des missiles intercontinentaux, et donc la rapidité avec laquelle la guerre nucléaire peut effectivement débuter, il était convenu, dès les années soixante, qu'il serait impossible de mettre à l'abri l'ensemble des 4 000 personnes prévues dans le même bunker et dans un délai raisonnable (le premier ministre et son cabinet seraient transportés au dernier moment par hélicoptère). Si l'abri de Corsham, avec effectif réduit, tiendrait toujours le rôle de point central de la continuité du gouvernement ; onze autres bunkers ont été construits ou aménagés à travers le Royaume-Uni afin de répartir les membres du gouvernement et les fonctionnaires sélectionnés. Chaque quartier général régional du gouvernement « Regional Government Headquarters (RGHQ) » comportait un ministre du cabinet, un juge, un policier et un militaire de haut rang, le Royaume-Uni aurait ainsi été divisé en douze « mini-royaumes ».
Bunkers de la BBC
Le Wartime Broadcasting Service (WTBS) était un réseau de radiodiffusion de la BBC destiné à continuer l'émission de programmes en cas de guerre. Durant la guerre froide, il était prévu que chaque bunker régional du gouvernement (RGHQ) soit équipé d'une station émettrice opérée par cinq employés issus des stations locales. Par ailleurs, l'abri antiatomique du quartier général de la BBC construit dans le plus grand secret en 1996, enterré à une profondeur équivalente à dix étages et d'une longueur de 53 m, devait accueillir 90 employés. Il était situé dans une installation connue par le haut commandement sous le nom de Protected Area Wood Norton (« Zone restreinte de Wood Norton »). Son rôle, tout comme les autres stations logées dans les abris régionaux, était de diffuser des informations mais aussi divers programmes préenregistrés sur des bandes conservées sur place, ayant une centaine de jours de « réserve » de comédies, drames et programmes religieux. Le bunker de Wood Norton devait également émettre le premier message après les frappes nucléaires, débutant en ces termes :
« This is the Wartime Broadcasting Service. This country has been attacked with nuclear weapons. Communications have been severely disrupted, and the number of casualties and the extent of the damage are not yet known. »
« Ici le Service de radiodiffusion en temps de guerre. Ce pays a été attaqué avec des armes nucléaires. Les communications ont été gravement perturbées et le nombre de victimes et l'ampleur des dégâts ne sont pas encore connus. »

### Suède
Au cours de la guerre froide, l'abri de Klara a été construit en dessous de Stockholm entre 1954 et 1960 et modernisé au début des années 1990. L'abri est conçu pour accueillir 8 000 civils répartis sur deux étages et les deux tiers du gouvernement même si rien dans les plans de la structure indique qu'elle soit équipée pour répondre aux besoins logistiques et matériels de la continuité du gouvernement. L'abri a la forme d'un très grand ovale avec de multiples entrées, dont certaines accessibles depuis le métro. En temps de paix, certaines parties sont utilisées comme stationnements pour les automobiles.
La Suède possède d'autres abris antinucléaires de ce type.

### Union soviétique et Russie

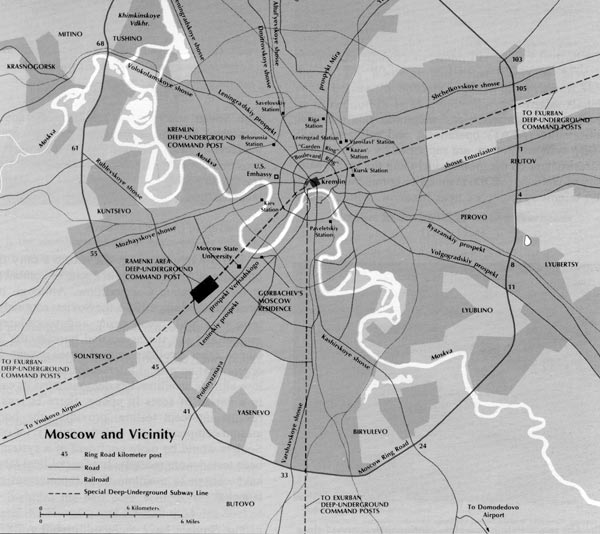
Carte du système Metro-2 ainsi que le supposaient les services de renseignement militaire des États-Unis en 1991.

Les plans de continuité gouvernementale de la Russie sont très peu connus du public. Une vaste installation souterraine installée dans des tunnels creusés dans le mont Iamantaou est probablement liée à la survie du gouvernement russe, compte tenu de sa taille et de la durée de construction s'étendant sur plusieurs décennies, avec un début des travaux sous le règne de Léonid Brejnev. Le transfuge du KGB, le colonel Oleg Gordievsky a déclaré qu'une organisation connue sous le nom de La Direction 15, a été (ou est) chargée de construire et de maintenir un réseau constitué de centaines de bunkers souterrains de commandement pour les dirigeants soviétiques y compris le vaste site sous le mont Iamantaou, qui est souvent appelé Mejgorié d'après la ville fermée qui se trouve à proximité. Cependant, en raison de sa proximité avec Tcheliabinsk-70, il est supposé que le site de Yamantau est un complexe souterrain de plus de 1 000 m2 abritant des ogives nucléaires, des missiles, des contrôles de lancement et plusieurs usines d'armement nucléaire ; conçu pour continuer la production après le début d'une hypothétique guerre nucléaire.
La deuxième centre de commandement et de contrôle dans l'Oural, après Yamantau, est également supposé être souterrain et situé près de, ou sous, Kosvinski Kamen. Le site est considéré comme l'hôte alternatif du commandement des Forces stratégiques russes, un poste pour le personnel construit dans le but de compenser la vulnérabilité des anciens postes de commandement de l'ère soviétique dans la région de Moscou. En dépit de cela, les principaux postes de commandement des forces stratégiques russes sont établis à Kountsevo à Moscou et le secondaire étant donc situé dans l'Oural. L'installation de Kosvinsky, terminée au début de 1996, a été conçue pour résister aux ogives pénétrantes américaines et sert un rôle similaire au complexe de Cheyenne Mountain aux États-Unis.
D'autres centres de commandement, d'après GlobalSecurity.org, comprennent celui près de Tchekhov qui est le centre du personnel général en temps de guerre, profondément enfoui, et Sharapovo situé approximativement à 80 km au sud de Moscou et construit dans les années cinquante. Sharapovo aurait été le principal centre de commandement de secours pour les dirigeants de l'ère soviétique. Autant Tchekhov que Sharapovo auraient la capacité d'accueillir environ 30 000 personnes. En tant qu'alternative à Sharapovo, une deuxième base des dirigeants politiques est située à Chaadayevka (Чаадаевка), environ 650 km au sud-est de Moscou, près de la ville de Penza.
On dit aussi qu'il y a jusqu'à douze niveaux en sous-sol de Moscou afin de protéger le gouvernement du Kremlin, gérés par la Direction principale des programmes spéciaux du président (GUSP) (Glavnoye Upravlenie Specialnih Programme), le successeur direct de la 15e Direction du KGB, qui a été créé en 1977. Le GUSP est censé superviser, entre autres sites, une voie parallèle de la ligne du métro de Moscou, connue sous le nom du Métro-2 (nom de code D-6), alias « la ligne du Kremlin », qui pourra être utilisée dans une situation d'urgence. Deux destinations de ce système sont soupçonnées desservir l'ancien siège du KGB, maintenant le FSB sur la place Loubianka pour la première ; la seconde destination étant considérée comme un immense bunker souterrain des dirigeants russes, adjacent à l'université d'État de Moscou. Une autre présumée destination souterraine, en dehors de la dite ville souterraine de Ramenki/Université d'État de Moscou, est l'aéroport international de Vnoukovo. En dépit de l'ambiguïté officielle de l'État russe, il est spéculé que de nombreux bunkers de Moscou sont reliés par une ligne de métro souterraine.